# 分析化学 (期刊)
《分析化学》(英语：Analytical Chemistry)，缩写为 Anal. Chem.，是美国化学学会发行的学术期刊，于1929年创刊至今，是一辑每两周出版的同行评审科学期刊。文章讨论化学测量科学的一般原理和新型分析方法学。主题通常包括化学反应和选择性、化学计量学和数据处理、电化学、元素及分子表征、成像、仪器、质谱、微尺度和纳米尺度系统以及组学、界面分析。2022年影响因子(Impact Factor,IF)为7.4.
《分析化学》被以下的文献或机构的数据库收录：化学文摘社（CAS），国际农业和生物学中心文摘数据库（CABI），EBSCO信息服务，ProQuest，PubMed，Scopus，科学引文索引扩展板（SCI Expanded）和Web of Science。